# イヴァン・アレクサンダル
イヴァン・アレクサンダル（ブルガリア語: Иван Александър/Ivan Aleksandǎr
[iˈvan alɛkˈsandər]、original spelling:ІѠАНЪ АЛЄѮАНдРЪ、John Alexander、? - 1371年2月17日）は、第二次ブルガリア帝国の皇帝（ツァール、在位：1331年 - 1371年）。長期にわたるイヴァン・アレクサンダルの治世はブルガリア中世史の過渡期にあたると考えられている。イヴァン・アレクサンダルの治世はブルガリア内部の抗争とビザンツ帝国（東ローマ帝国）やセルビアなどの隣国の脅威への対処から始まり、国家の財政の回復、文化・宗教のルネサンスを現出した。
しかし、治世の半ばからオスマン帝国のブルガリアへの進出、北西のハンガリー王国からの攻撃、ペストの流行に直面し、イヴァン・アレクサンダルは一連の問題に対処することはできなかった。二人の子供に領土を分割する試みは不幸な結果をもたらし、オスマン帝国の侵攻に直面したブルガリアは弱体化・分裂する。
サウス・シェトランド諸島のネルソン島に存在するイヴァン・アレクサンダル・ポイントはイヴァン・アレクサンダルの名前に由来する。

## 生涯

### 前半生
イヴァン・アレクサンダルはブルガリア皇帝ミハイル3世シシュマンの甥にあたり、父方からアセン王朝の系譜に連なる血を引いている。クランのデスポト（僭主）スラツィミルとミハイル3世の姉妹キラツァ・ペトリツァ（Keratsa Petritsa）の間の子として生まれた。
1330年頃、イヴァン・アレクサンダルはデスポトとしてロヴェチを統治していた。同年に父のスラツィミル、義父であるワラキアの公バサラブとともにセルビア攻撃に参加するが、ブルガリア軍はヴェルブジュドの戦いでセルビアに敗北する。ヴェルブジュドでの敗戦はブルガリアに危機的な状態をもたらし、ビザンツ軍の侵入によって状況はより悪化する。こうした中、1331年にブルガリアの首都タルノヴォで起きたクーデターによって皇帝イヴァン・ステファンが廃位された後、クーデターの首謀者たちはイヴァン・アレクサンダルを帝位に就けた。
新たなブルガリアの支配者となったイヴァン・アレクサンダルは、ビザンツに奪われた領土を回復することで自らの地位を確立しようと試みた。1331年にブルガリアはアドリアノープル（エディルネ）に進軍し、トラキア地方北東部をビザンツから奪還する。同盟を結んでいたジョチ・ウルスの軍隊とビザンツの支配に抵抗するブルガリア住民の支持を受け、短期で北トラキア、ザゴラ、黒海沿岸地方南部を奪回することができた。他方、セルビアでは1331年にステファン・ウロシュ3世デチャンスキが廃位され、王子ステファン・ウロシュ4世ドゥシャンが新たなセルビア王に即位する事件が起き、ウロシュ4世の即位はブルガリア・セルビアの関係の正常化に大きな役割を果たした。1332年の復活祭の日、イヴァン・アレクサンダルとウロシュ4世は同盟を締結し、同盟をより強固にするためイヴァン・アレクサンダルの姉妹エレナとウロシュ4世の結婚が取り決められた。
セルビアとの同盟の締結と同時期、ミハイル3世の弟ベラウルがイヴァン・アレクサンダルの退位とイヴァン・ステファンの復位を要求してヴィディンで反乱を起こす。反乱は長期にわたり、1332年の夏にはビザンツ皇帝アンドロニコス3世パレオロゴスがブルガリアに向けて進軍する事件が起きる。ビザンツ軍はブルガリアの支配下に置かれているトラキア北東部に侵入すると、イヴァン・アレクサンダルは少数の軍隊を率いて南下し、ルソカストロの村でアンドロニコス3世と対峙した。
イヴァン・アレクサンダルは和平を提案してビザンツ側に消極的な印象を与えた後、モンゴルの騎兵を加えた少数の精鋭を率いて攻撃を仕掛け、ルソカストロの戦いで勝利を収める。アンドロニコス3世がルソカストロに避難している間、ブルガリアと対立していた都市はイヴァン・アレクサンダルに降伏した。イヴァン・アレクサンダルとアンドロニコス3世の講和によって戦争は終結し、現状を維持することで二国は合意した。同盟の証として、イヴァン・アレクサンダルの長子であるミハイルとアンドロニコス3世の娘であるマリア（エイレーネー）の婚約が取り決められ、1339年に二人は結婚した。1336年/37年にはブルガリア北西部でのベラウルの反乱が鎮圧される。
一族の地位を確保するため、1332年にイヴァン・アレクサンダルは長子のミハイルを共治帝の地位に据えた。ミハイルの戴冠式に続けて、1337年にtraditional associationとしてミハイルの弟イヴァン、イヴァン・スラツィミルを共同統治者に任命する。

### ビザンツ帝国との関係

イヴァン・アレクサンダル在位中のブルガリア帝国の支配領域

1340年代初頭にブルガリアとビザンツ帝国の関係は一時的に悪化する。イヴァン・アレクサンダルはビザンツに亡命していた従兄弟のシシュマンの身柄の引渡しを要求し、戦争という手段でビザンツに圧力をかけた。武力の示威は裏目に出、ビザンツはアナトリア半島のスミルナを支配するトルコ系のベイリク国家アイドゥン侯国に艦隊の派遣を要請した。ドナウデルタに上陸したアイドゥン侯国の軍隊はブルガリアの村落を略奪し、近隣の都市を攻撃した。イヴァン・アレクサンダルは要求を撤回することを余儀なくされたが、1341年末にアドリアノープルの住民に呼び出されたと主張して、再びビザンツ領に侵入した。アドリアノープル近郊でブルガリア軍はビザンツと同盟を結んだトルコの軍隊と二度にわたって交戦するが、勝利を収めることはできなかった。
1341年から1347年にかけて、ビザンツ帝国はヨハネス5世パレオロゴスの皇太后アンナとヨハネス・カンタクゼノス（皇帝ヨハネス6世）が争う、長期の内戦に突入する。ビザンツの隣国は内戦に介入し、セルビア王ウロシュ4世はヨハネス6世、イヴァン・アレクサンダルはヨハネス5世と母后のアンナの支持に回った。ブルガリアとセルビアはビザンツの内戦において異なる勢力を支持したものの、二国間で結ばれていた同盟関係は維持されていた。1344年にブルガリアはヨハネス5世の党派から支援の見返りとしてフィリッポポリス（プロヴディフ）、ロドピ山脈の9つの重要な城砦を割譲される。

### セルビアの台頭とオスマン帝国の脅威

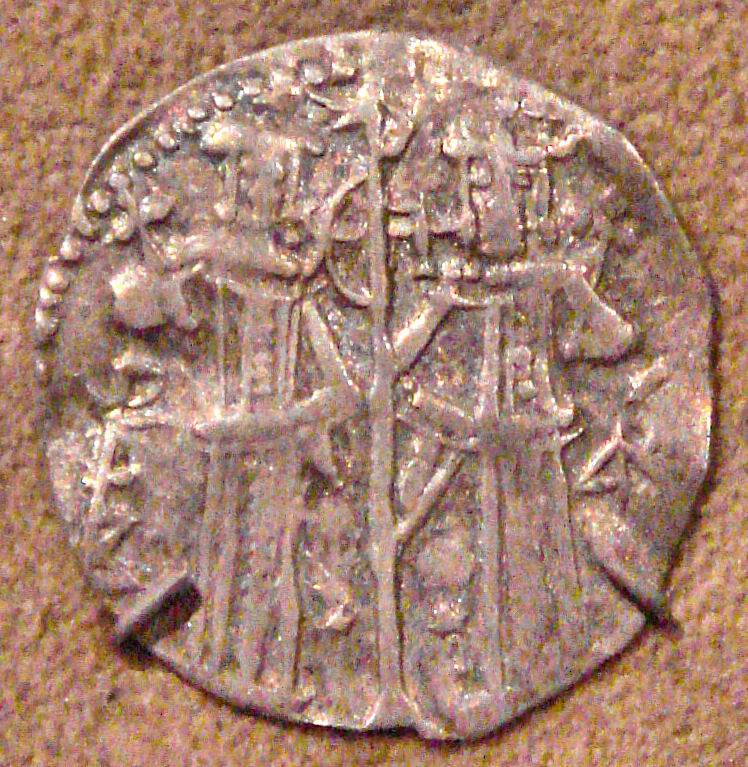
1331年から1371年のイヴァン・アレクサンダルの治世に鋳造された銀貨

セルビアはビザンツの内乱に乗じてマケドニア、アルバニアの大部分、ギリシャ北部を獲得する。1345年にウロシュ4世は「セルビア人とギリシャ人の皇帝」を称し、翌1346年に新たに就任したセルビア総主教から皇帝として戴冠を受けた。ウロシュ4世が皇帝を称したことはビザンツを憤慨させたが、セルビア総主教の叙任式とウロシュ4世の戴冠式にはブルガリア総主教シメオンが出席していたため、ブルガリアはセルビアに協力的な立場をとっていたと考えられている。
イヴァン・アレクサンダルの初期の成功は1340年代後半まで続いた。ヨハネス・カンタクゼノスと同盟を結んだベイリク国家は1346年から1354年まで5回にわたってトラキア地方のブルガリア領に侵入し、加えてペストがブルガリアで流行する。侵入者を撃退しようとするブルガリアの試みは幾度も失敗し、1349年にイヴァン・アレクサンダルの三男イヴァンがトルコ軍に敗れ戦死し、1355年頃に長男のミハイルもトルコ軍との戦闘で落命する。
1351年にビザンツの内訌は終息するが、ヨハネス6世はバルカン半島にオスマン帝国の脅威が迫っていることを感じていた。ヨハネス6世はブルガリアとセルビアに反オスマンの同盟を呼びかけてイヴァン・アレクサンダルに軍艦の建造に必要な資金の援助を求めたが、ヨハネス6世に不信感を抱くイヴァン・アレクサンダルらは彼の要請を聞き入れなかった。ヨハネス6世が退位し、ヨハネス5世が単独の皇帝となった後、1355年にブルガリアとビザンツの間に新たに協力関係を築く試みがなされた。条約の締結にあたってイヴァン・アレクサンダルの娘マリアと将来のビザンツ皇帝である皇子アンドロニコスの婚約が取り決められたが、同盟の締結は具体的な成果を生み出さなかった。

### 内外の危機

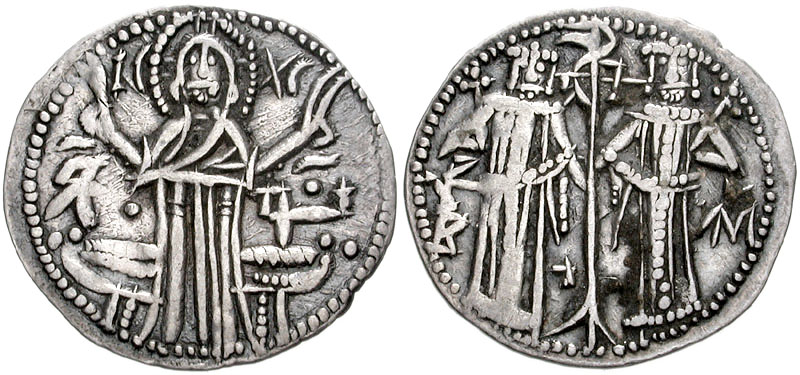
イヴァン・アレクサンダルと彼の息子の一人ミハイル（右側）の姿が刻まれた硬貨

1345年にイヴァン・アレクサンダルは妃のテオドラを修道院に入れて離縁し、サラという名前のユダヤ人女性と再婚した。キリスト教に改宗したサラはイヴァン・アレクサンダルの最初の妻と同じ名前のテオドラに改名し、イヴァン・アレクサンダルは最初の妻との間にもうけた子供の中で唯一生存していたイヴァン・スラツィミルの帝位継承権を奪うため、1356年にイヴァン・スラツィミルにヴィディンの統治を命じた。新しい妻との間にもうけた子供たちは共同統治者とされ、1356年頃にイヴァン・シシュマン、1359年にイヴァンを共治帝として戴冠された。ワラキアやドブルジャのように独自に外交を展開する強力な従属国に対しては、イヴァン・アレクサンダルは強い影響力を行使した。
14世紀半ばからブルガリアはハンガリー王国のラヨシュ1世の攻撃の目標となっていた。1352年にモルダヴィアを併合したハンガリーは従属国を置き、1365年にハンガリーはヴィディンを占領し、ヴィディンを統治していたイヴァン・スラツィミルと彼の家族はハンガリー王国の捕虜とされた。

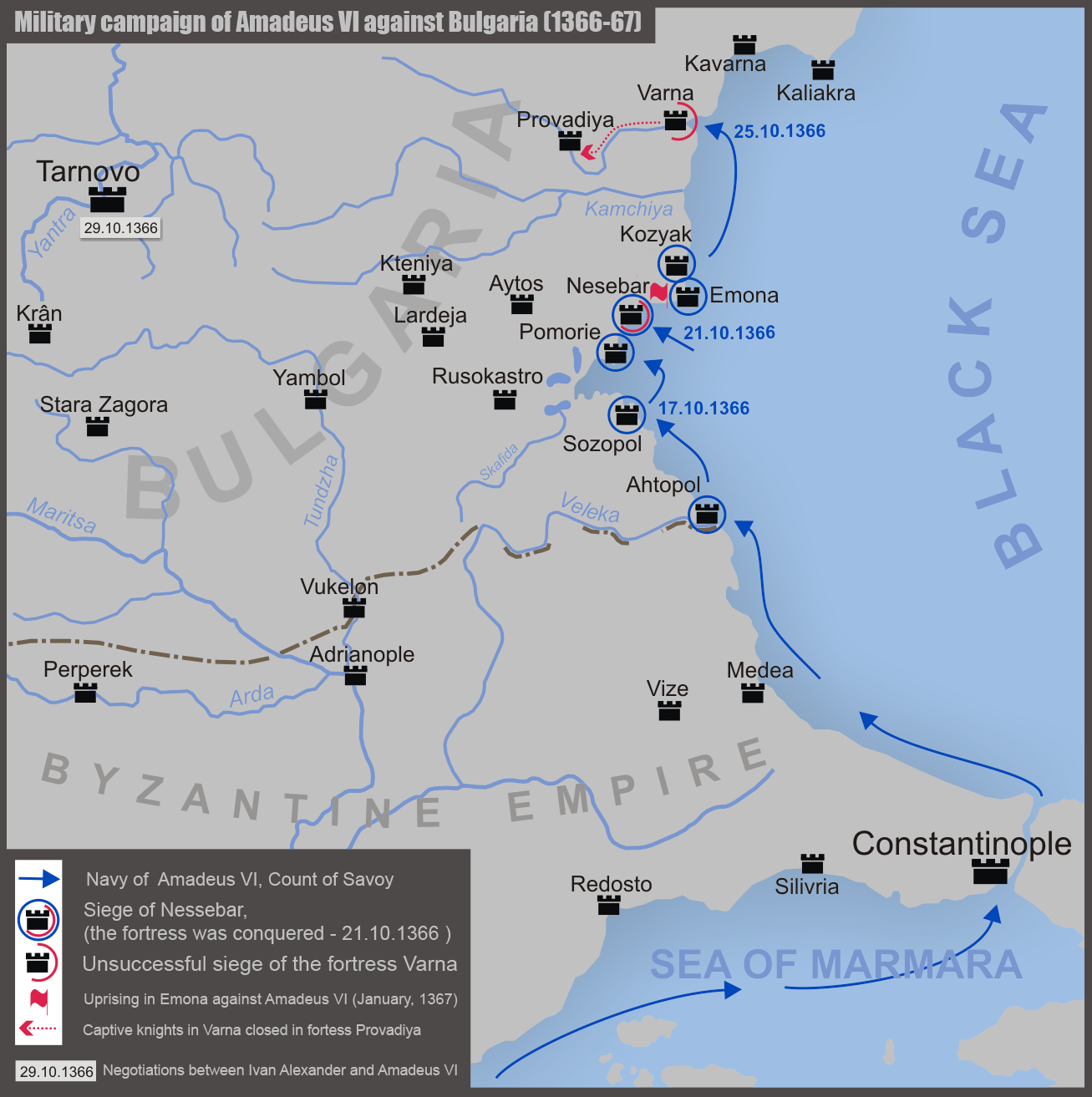
1366年から1367年にかけてのブルガリアに侵入したサヴォイア十字軍の進路

オスマン皇帝ムラト1世はバルカン半島の征服をより効率よく進めるため、アドリアノープル（エディルネ）をヨーロッパ方面の本拠地に定めていた。バルカン半島に進出したオスマン軍は南ブルガリアを攻撃し、1364年にブルガリアが領有するフィリッポポリスとボルイ（スタラ・ザゴラ）がオスマンの手に渡る。同1364年にビザンツ軍は黒海沿岸部のブルガリア領に侵入し、ビザンツ軍はメセンブリア（ネセバル）にまで到達した。和平条約が締結された後ビザンツ軍はブルガリアから撤退し、これが最後のブルガリア・ビザンツ間の戦争となった。
1366年に西欧を訪問していたヨハネス5世が自国に戻ろうとした折、ブルガリアはヨハネス5世の通過を拒んだ。しかし、この姿勢はビザンツの同盟者であるサヴォイア伯国のアメデーオ6世による十字軍を引き起こした。アンキアルス（ポモリエ）やメセンブリアなどのブルガリアの港湾都市が陥落し、ヴァルナはかろうじてサヴォイア十字軍の攻撃をしのいだ。イヴァン・アレクサンダルは和平の締結を余儀なくされる。ビザンツからブルガリアに180,000フロリンが支払われ、その代償としてサヴォイア十字軍が占領したブルガリアの都市がビザンツに引き渡された。
イヴァン・アレクサンダルは名目上のブルガリア帝国の臣下であるドブルジャのドブロティツァとワラキア公ヴラディスラヴ1世
にビザンツから支払われた補償金の授与と領土の譲渡を提案して彼らの助力を得、ヴィディンをハンガリーから奪回しようと試みた。ブルガリアはヴィディンをハンガリーから奪回し、1369年にイヴァン・スラツィミルはヴィディンの統治者の地位に返り咲き、ハンガリー王国もイヴァン・スラツィミルの地位をやむなく承認する。
ブルガリア北西部の危機の克服は一定の成功を収めるが、侵食されたブルガリア南東部の回復には寄与しなかった。ブルガリアとセルビアは反オスマンの連合の準備を進めるが、その最中の1371年2月17日にイヴァン・アレクサンダルは没する。イヴァン・アレクサンダルの死後、タルノヴォはイヴァン・シシュマン、ヴィディンはイヴァン・スラツィミルが相続し、ドブルジャとワラキアはより独立性を強めた。

## 死後
イヴァン・アレクサンダルの生涯は現代ブルガリアの世界的な作家イヴァン・ヴァゾフにインスピレーションを与え、小説『Ivan-Aleksandǎr』と戯曲『Kǎm propast』では主要な登場人物の一人として登場した。
1970年代にはセルビアのピロト近郊の貴族の墓で、イヴァン・アレクサンダルの名前と刺繍が金で編みこまれた衣服の切れ端が発見され、出土した衣服はベオグラードのセルビア国立博物館に保管されている。これは東方正教会に属する君主が自らの衣服の切れ端を要人に与える、中世の伝統的な証明の存在を実証する最初の発見だった。

## 文化・宗教事業
イヴァン・アレクサンダルの治世に第二次ブルガリア帝国は文化復興期を迎え、当時のブルガリアの文化はシメオン1世の時代の文化活動以来の「ブルガリア文化の第二の黄金時代」と呼ばれることもある。イヴァン・アレクサンダルの命令によって、ブルガリアではキリスト教教会と修道院の建設・改修事業が多く行われた。プロヴディフのバチコヴォ修道院の納骨堂とイヴァノヴォの岩窟教会群に描かれた壁画の中には、寄進者であるイヴァン・アレクサンダルの肖像画も含まれている。
また、イヴァン・アレクサンダルは異端とユダヤ人への弾圧を実施することでブルガリア正教会の立場を強化しようと試みた。1350年と、1359年から1360年にかけての時期の二度にわたって反異端の宗教会議を実施し、ボゴミル派、アダム派、ユダヤ派異端などの様々な宗派が弾劾された。ヘシカスムの精神的な実践は14世紀の東方正教会圏の特定の地域に深い影響を与えた。イヴァン・アレクサンダルの時代のヘシカスム運動を代表する人物にタルノヴォのテオドシイが挙げられる。
イヴァン・アレクサンダル時代のブルガリアでは、宗教的建築事業と並んで文芸活動も盛んになった。イヴァン・アレクサンダルは文芸の保護に熱意を注ぎ、内容・装丁の両方に優れた写本を収拾した。当時の重要な文学作品として、バチカン秘密文書館に保管されている1344年/45年に中世ブルガリア語に翻訳された『マナシス年代記』、
1360年のTomić Psalter、1337年のSofia Psalterが挙げられる。1355年/56年にイヴァン・アレクサンダルに献呈された福音書（ロンドン福音書）はロンドンの大英図書館で展示されている、ロンドン福音書には豊富な装飾画が含まれており、中世ヨーロッパの装飾本の中で最も豪華なものの一つに挙げられる。
この時期のブルガリアは地中海に面する海洋国家のヴェネツィア共和国、ジェノヴァ共和国、ラグサ共和国と交易を行っていた。13世紀のブルガリアでは外国の商人に関税は課されていなかったが、1347年に締結された条約によってヴェネツィア商人に輸出入取引の際に3%の関税を支払うことが義務付けられた。

## 家族
最初の妻であるワラキア公バサラブ1世の娘テオドラ（修道女テオファナ）と間に以下の子女をもうけた。
- イヴァン・スラツィミル（1324年/25年 - 1397年） - ヴィディンの僭主（1356年 - 1396年）
- ミハイル
- イヴァン
- ヴァシリサ（Vasilisa）[8]

2番目の妻であるサラ＝テオドラとの間に以下の子女をもうけた。
- キラツァ・マリア（1348年 - 1390年） - ビザンツ皇帝アンドロニコス4世パレオロゴス妃
- イヴァン・シシュマン（? - 1395年） - ツァール（1371年 - 1395年）
- イヴァン・アセン5世
- ケラ・タマラ - オスマン皇帝ムラト1世[50]妃
- デシスラヴァ（Desislava）[8]

## 翻訳元記事参考文献
- Andreev, Jordan; Ivan Lazarov; Plamen Pavlov (1999) (Bulgarian). Koj koj e v srednovekovna Bǎlgarija (2nd ed.). Sofia: Petǎr Beron. ISBN 954-402-047-0
- Andreev, Jordan (1993) (Bulgarian). Bǎlgarija prez vtorata četvǎrt na XIV v.. Veliko Tǎrnovo: Sv. Kliment Ohridski. OCLC 69163573
- Angelov, Petǎr (1982) [1978] (Bulgarian). Bǎlgaro-srǎbskite otnošenija pri caruvaneto na Ivan Aleksandǎr (1331-1371) i Stefan Dušan (1331-1355). Sofia: Sofia University Press
- Bakalov, Georgi; Milen Kumanov (2003) (Bulgarian). Elektronno izdanie – Istorija na Bǎlgarija. Sofia: Trud, Sirma. ISBN 954528613X
- Božilov, Ivan (1985) (Bulgarian). Familijata na Asenevci (1186–1460). Sofia: Bulgarian Academy of Sciences. OCLC 14378091
- Canev, Stefan (2006). “11 Kǎm propast. Car Ivan Aleksandǎr, Momčil” (Bulgarian). Bǎlgarski hroniki. Sofia, Plovdiv: Trud, Žanet 45. ISBN 954-528-610-5
- Delev, Petǎr; Valeri Kacunov; Plamen Mitev; Evgenija Kalinova; Iskra Baeva; Bojan Dobrev (2006). “19 Bǎlgarija pri Car Ivan Aleksandǎr” (Bulgarian). Istorija i civilizacija za 11. klas. Trud, Sirma
- Fine, Jr., John V.A. (1987). The Late Medieval Balkans. Ann Arbor: University of Michigan Press. ISBN 0-472-08260-4
- Lalkov, Milčo (1997). “Tsar Ivan Alexander (1331–1371)”. Rulers of Bulgaria. Kibea. ISBN 954-474-098-8
- Tjutjundžiev, Ivan; Plamen Pavlov (1992) (Bulgarian). Bǎlgarskata dǎržava i osmanskata ekspanzija 1369–1422. Veliko Tǎrnovo. OCLC 29671645
- “2.1 Sǎzdavane i utvǎrždavane na Vtorata bǎlgarska dǎržava. Vǎzstanovenata dǎržavnost” (Bulgarian). Bǎlgarite i Bǎlgarija. Ministry of Foreign Affairs of Bulgaria, Trud, Sirma. (2005)
- “2.2 Balkansko kǎsogledstvo. Opitǎt da se oceljava poedinično” (Bulgarian). Bǎlgarite i Bǎlgarija. Ministry of Foreign Affairs of Bulgaria, Trud, Sirma. (2005)